# Kóródi István
Kóródi István (Naszály, 1948. november 16. – Epöl, 2012. június 24.) labdarúgó, balhátvéd.

## Pályafutása
1972-ben a Komáromi Olajmunkásból igazolt a Tatabányára. 1973 nyarán az Oroszlányi Bányász szerződtette. 1975-ben visszakerült a Tatabányai Bányászhoz. Az élvonalban 1975. szeptember 3-án mutatkozott be a Békéscsaba ellen, ahol 2–2-es döntetlen született. Az élvonalban tíz mérkőzésen szerepelt. Évekig a Tatabánya tartalék csapatának meghatározó játékosa volt. 1976-tól ismét a másodosztályú Oroszlányi Bányász együttesében szerepelt.
Később megyei bajnokságban szereplő csapatokban, Mányon, Naszályon és Válon játszott. 1986 óta volt tagja a tatabányai öregfiúk csapatának. 2012. június 24-én az öregfiúk együttese a megyei harmadosztályú Epöl ellen játszott. Kóródi a mérkőzés 13. percében összeesett és meghalt.